# Non odiare
Non odiare è un film del 2020 diretto da Mauro Mancini,  prodotto da Mario Mazzarotto , al suo esordio alla regia singola di un lungometraggio, dopo l'esperienza nel 2009 nel collettivo che diresse Feisbum - Il film.
Il film, con protagonisti Alessandro Gassmann, Sara Serraiocco e Luka Zunic, è ispirato ad un fatto di cronaca accaduto in Germania.

## Trama
Simone Segre è uno stimato chirurgo di origine ebraica, figlio di un superstite dell'Olocausto, che conduce una vita tranquilla nel Borgo Teresiano di Trieste. Un giorno si trova a soccorrere per strada un uomo, vittima di un incidente stradale, ma, una volta scoperta sul petto di quest'ultimo tatuata una svastica, decide di non prestargli soccorso. L'uomo muore senza che nessun altro assista all'accaduto. Roso dai sensi di colpa, Simone finisce per rintracciare la famiglia dell'uomo, composta dalla figlia maggiore Marica, il piccolo Paolo e l'adolescente Marcello, un fervente neonazista.

## Produzione
Davide Lisino e Mauro Mancini hanno preso spunto da un fatto di cronaca avvenuto nel 2010 a Paderborn, in Germania, dove un chirurgo ebreo si è rifiutato di operare un uomo con un tatuaggio nazista, facendosi sostituire da un collega.
Le riprese sono cominciate nel settembre 2019 a Trieste, rendendo il film il primo ad essere mai stato girato all'interno della sinagoga di Trieste.

## Distribuzione
Il film è stato presentato in anteprima il 7 settembre 2020 nel corso della Settimana internazionale della critica alla 77ª Mostra internazionale d'arte cinematografica di Venezia. È stato distribuito dal 10 settembre seguente nelle sale cinematografiche italiane da Notorious Pictures.

## Riconoscimenti
- 2020 - Mostra internazionale d'arte cinematografica[7]
  - Premio Pasinetti per la miglior interpretazione maschile ad Alessandro Gassmann
  - Premio Nuovo Imaie Talent Award per il miglior attore esordiente a Luka Zunic
  - Premio di critica sociale "Sorriso diverso Venezia 2020" per il miglior film italiano (ex aequo con Notturno)
- Festival del Cinema Italiano di San Vito Lo Capo[8]
  - Stella d'argento per Miglior attore protagonista a Alessandro Gassmann
  - Stella d'argento per Miglior attrice protagonista a Sara Serraiocco
  - Stella d'argento per Miglior attore non protagonista a Luca Zunic (ex aequo con Giovanni Calcagno per Paradise - Una nuova vita)
  - Stella d'argento per Miglior Opera Prima a Mauro Mancini
- Fabrique du Cinema Awards[9]
  - Miglior opera prima
- 2021 - David di Donatello
  - Candidatura per migliore regista esordiente a Mauro Mancini
- 2021 - Nastro d'argento[10]
  - Migliore attrice non protagonista a Sara Serraiocco
  - Candidatura a miglior regista esordiente a Mauro Mancini
- 2021 - Ciak d'oro[11][12]
  - Migliore canzone originale a Pivio e Aldo De Scalzi e Ginevra Nervi
  - Candidatura a migliore opera prima a Mauro Mancini
- 2021 - Premio Flaiano[13]
  - Migliore interpretazione maschile a Alessandro Gassmann